# Ельза Нигольм
Ельза Сесилія Нигольм (швед. Elsa Cecilia Nyholm; 1911 — 2002) — шведська вчена-ботанік, бріолог, дослідник в Університеті Лунда та Шведському музеї природознавства.

## Біографія
Ельза Нигольм народилася на фермі у сільській місцевості ланскапу Сконе, на півдні Швеції. Незважаючи на великий інтерес до вивчення природи, їй не дозволяли відвідувати гімназію. Замість цього вона пішла до школи домогосподарства та ремесел, а свій інтерес до природи розвивала приватно. 
У 1932 році вона зайняла посаду асистента в ботанічному музеї Лундського університету. Там вона спеціалізувалася на бріології та вивчала флору мохів Північної Європи. Незважаючи на відсутність формального вченого ступеня, вона знайшла підтримку в Шведському музеї природознавства у Стокгольмі та у період 1954-1964 років отримала гранти на виконання досліджень. З 1964 року до виходу на пенсію вона була головним куратором гербарію мохів у Шведському музеї природознавства.

Ельза Нигольм олублікувала результати досліджень мохів у двох книгах: Illustrated Moss Flora of Fennoscandia та Illustrated Flora of Nordic Mosses. Тривалий час вона співпрацювала із британським бріологом Аланом Крандвеллом.
Рід бріофітів Nyholmiella (Orthotrichaceae) названо на її честь.